# Ле-Нёбур (кантон)
Ле-Нёбур (фр. Le Neubourg) — кантон во Франции, находится в регионе Нормандия, департамент Эр. Расположен на территории двух округов: тридцать девять коммун входят в состав округа Берне, четыре ― в состав округа Эврё.

## История
До 2015 года в состав кантона входили коммуны Беранжвиль-ла-Кампань, Виле-сюр-ле-Нёбкр, Вилет, Венон, Вито, Добёф-ла-Кампань, Ивиль, Канапвиль, Кресто, Крикбёф-ла-Кампань, Кровиль-ла-Вьей, Ле-Нёбур, Ле-Трамбле-Омонвиль, Ле-Тронк, Марбёф, Сент-Обен-д'Экровиль, Сесвиль, Уэтвиль, Фёгероль, Эковиль, Экето, Эктомар, Эпегар и Эпревиль-пре-ле-Нёбур.
В результате реформы 2015 года состав кантона был изменен. В его состав включены кантон Эврё-Нор (без города Эврё) и отдельные коммуны других упраздненных кантонов.
1 января 2016 года коммуны  Ле-Гро-Тей и Сен-Никола-дю-Боск объединились в новую коммуну Ле-Боск-дю-Тей.

## Состав кантона с 1 января 2016 года
В состав кантона входят коммуны (население по данным Национального института статистики за 2018 г.):
- Бакепюи (308 чел.)
- Беранжвиль-ла-Кампань (331 чел.)
- Берньенвиль (286 чел.)
- Бровиль (640 чел.)
- Венон (405 чел.)
- Виле-сюр-ле-Нёбур (282 чел.)
- Вилет (166 чел.)
- Вито (560 чел.)
- Вревиль (718 чел.)
- Граверон-Семервиль (308 чел.)
- Добёф-ла-Кампань (234 чел.)
- Ивиль (436 чел.)
- Канапвиль (689 чел.)
- Китбёф (659 чел.)
- Кресто (583 чел.)
- Крикбёф-ла-Кампань (321 чел.)
- Кровиль-ла-Вьей (601 чел.)
- Ла-Пиль (167 чел.)
- Ле-Боск-дю-Тей (1 324 чел.)
- Ле-Мениль-Фюге (174 чел.)
- Ле-Нёбур (4 204 чел.)
- Ле-Тийёль-Ламбер (2562 чел.)
- Ле-Трамбле-Омонвиль (348 чел.)
- Ле-Тронк (170 чел.)
- Мандвиль (316 чел.)
- Марбёф (459 чел.)
- Ондувиль (793 чел.)
- Сакнвиль (1 262 чел.)
- Сен-Мартен-ла-Кампань (99 чел.)
- Сен-Мелен-дю-Боск (282 чел.)
- Сент-Коломб-ла-Командери (862 чел.)
- Сент-Обен-д'Экровиль (707 чел.)
- Сесвиль (474 чел.)
- Турневиль (311 чел.)
- Турнедо-Буа-Юбер (472 чел.)
- Уэтвиль (205 чел.)
- Фёгероль (176 чел.)
- Эковиль (110 чел.)
- Экето (379 чел.)
- Эктомар (216 чел.)
- Эманвиль (560 чел.)
- Эпегар (561 чел.)
- Эпревиль-пре-ле-Нёбур (465 чел.)

## Политика
На президентских выборах 2022 г. жители кантона отдали в 1-м туре Марин Ле Пен 36,3 % голосов против 26,0 % у Эмманюэля Макрона и 13,9 % у Жана-Люка Меланшона; во 2-м туре в кантоне победила Ле Пен, получившая 54,9 % голосов. (2017 год. 1 тур: Марин Ле Пен – 32,7 %, Франсуа Фийон – 19,4 %, Эмманюэль Макрон – 18,7 %, Жан-Люк Меланшон – 15,7 %; 2 тур: Макрон – 50,3 %. 2012 год. 1 тур: Николя Саркози — 30,8 %, Марин Ле Пен — 26,5 %, Франсуа Олланд — 22,0 %; 2 тур: Саркози — 57,5 %. 2007 год. 1 тур: Саркози — 35,1 %, Сеголен Руаяль — 18,4 %; 2 тур: Саркози — 62,1 %).
С 2015 года кантон в Совете департамента Эр представляют мэр коммуны Ивиль Жан-Поль Лежандр (Jean-Paul Legendre) и мэр коммуны Отвиль Мартин Сен-Лоран (Martine Saint-Laurent) (оба – Разные правые).
|                | Кандидаты                         | Партия                   | Первый тур | Первый тур     | Второй тур | Второй тур |
| Кол-во голосов | Кандидаты                         | Партия                   | % голосов  | Кол-во голосов | % голосов  |            |
| -------------- | --------------------------------- | ------------------------ | ---------- | -------------- | ---------- | ---------- |
|                | Жан-Поль Лежандр Мартин Сен-Лоран | Разные правые            | 2 657      | 48,73          | 3 510      | 68,43      |
|                | Мелани Кроснье Кристоф Дюпр       | Национальное объединение | 1 425      | 26,13          | 1 619      | 31,57      |
|                | Лоранс Бюсьер Жан-Жак Лебретон    | Левый блок               | 1 371      | 25,14          |            |            |

|                | Кандидаты                         | Партия                  | Первый тур | Первый тур     | Второй тур | Второй тур |
| Кол-во голосов | Кандидаты                         | Партия                  | % голосов  | Кол-во голосов | % голосов  |            |
| -------------- | --------------------------------- | ----------------------- | ---------- | -------------- | ---------- | ---------- |
|                | Жан-Поль Лежандр Мартин Сен-Лоран | Правый блок             | 3 218      | 40,69          | 4 731      | 60,79      |
|                | Алексис Туле Вивиан Фюнеро        | Национальный фронт      | 2 830      | 35,79          | 3 052      | 39,21      |
|                | Жан-Жак Лебретон Франсуаза Юг     | Левый блок              | 1 232      | 15,58          |            |            |
|                | Людовик Лесаж Франсуаза Мартен    | Европа Экология Зелёные | 628        | 7,94           |            |            |